# 秦助正
秦 助正（はた の すけまさ）は、平安時代の有力者（長者）。京都祇園祭の御神輿に深く関わる人物。秦氏の末裔であるかは未詳。
974年（天延2年）に秦助正が、夢の中で八坂神社の神託を受け、また自宅の庭から八坂神社まで蜘蛛の糸が引いているのを見て、朝廷にこのことを奏上した結果、助正の家が御旅所（おたびしょ）になったという。京都祇園祭の起源は869年（貞観11年）の祇園御霊会とされる。

## 大政所御旅所
かつて祇園祭（八坂神社の祭礼）の神輿渡御のとき、三基の神輿のうち、大政所（素戔嗚尊）神輿、八王子（八柱御子神 やはしらのみこがみ）神輿の2基が安置される場所であった。

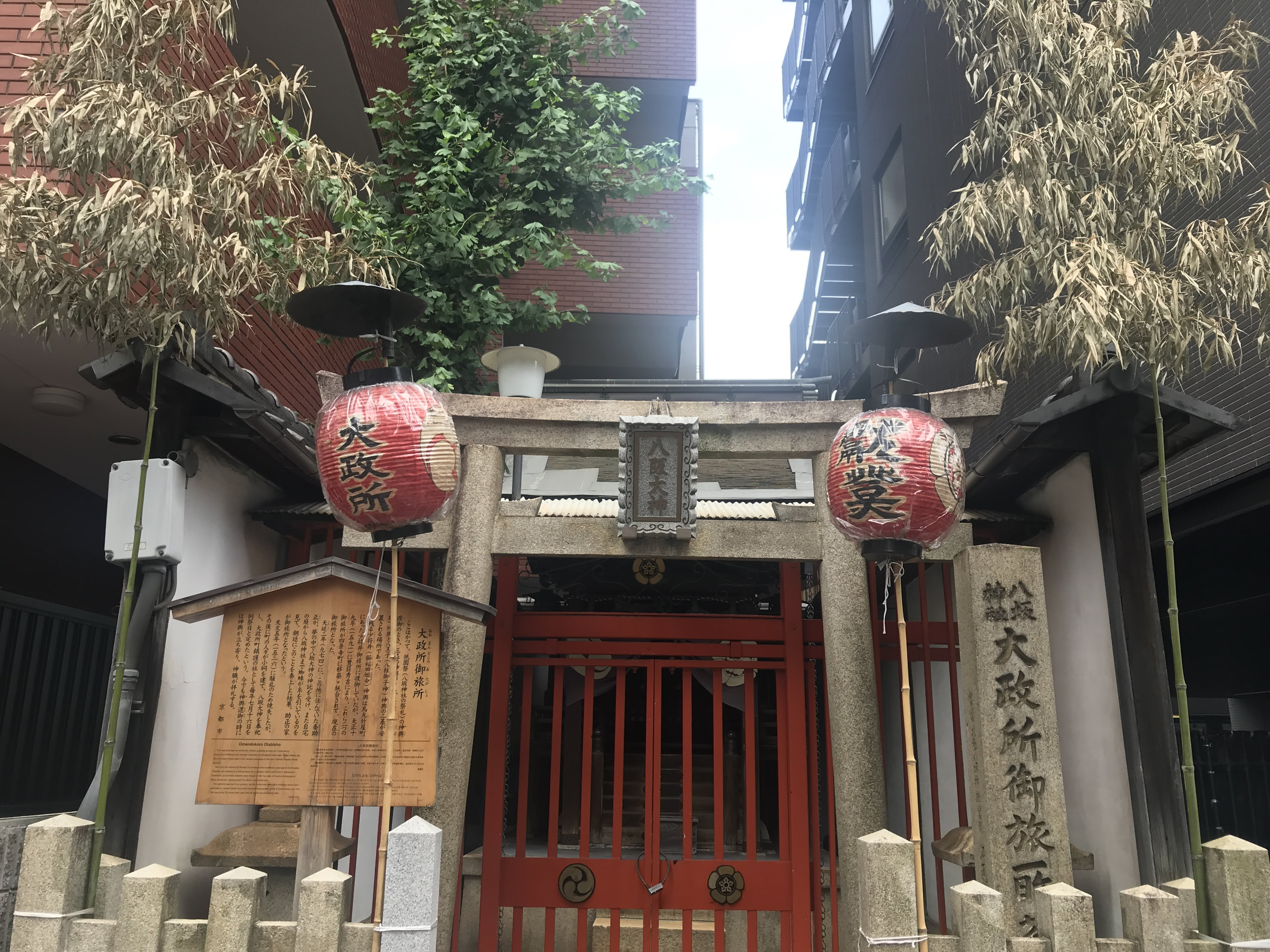
大政所御旅所

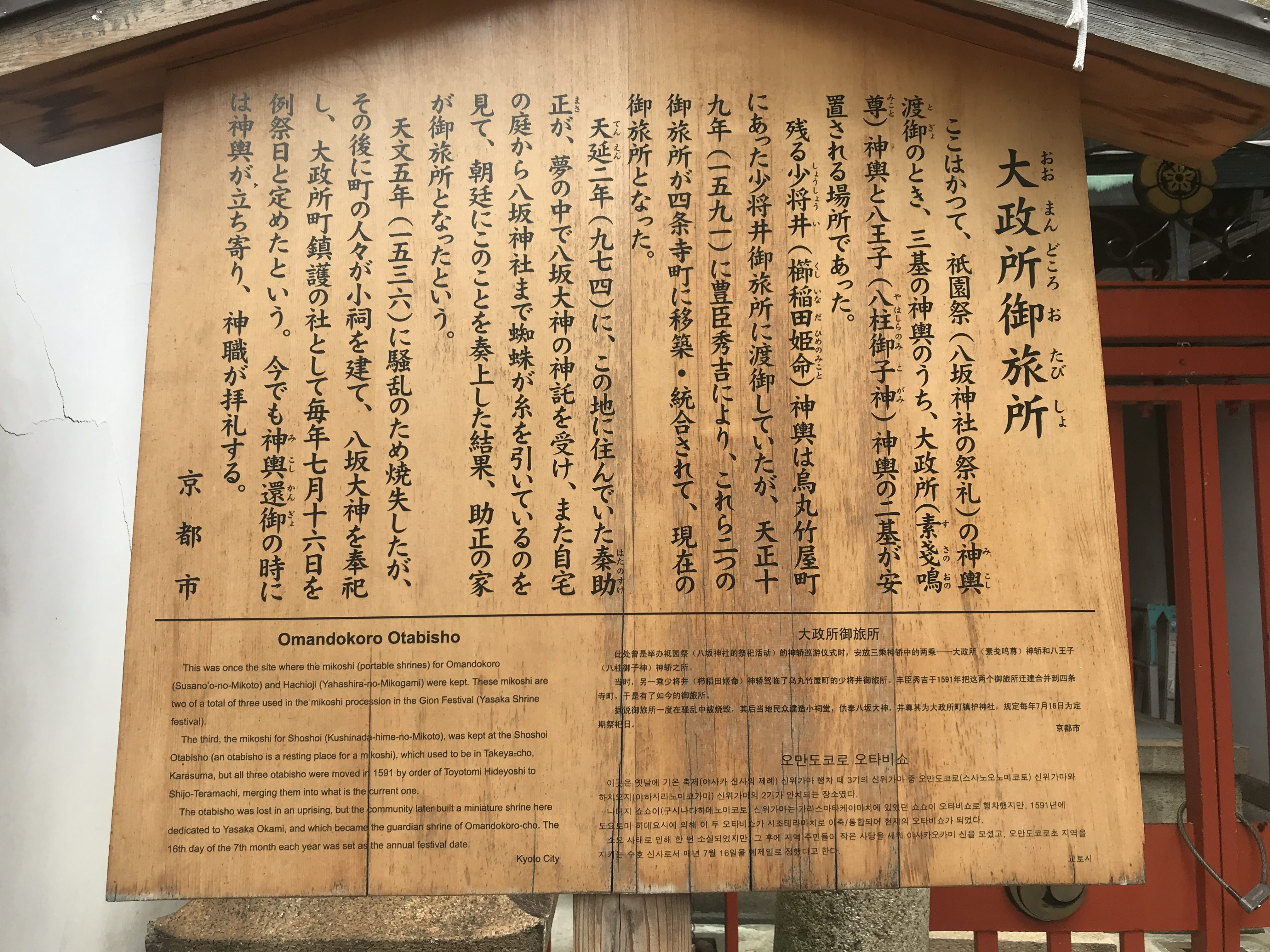